# 五条為俊
五条為俊（ごじょう ためとし、寛保元年（1741年） - 天明3年（1783年）5月8日）は、江戸時代中期の公卿。初名は五条為璞。

## 官歴
- 宝暦3年（1753年）：従五位下、文章得業生、侍従
- 宝暦5年（1755年）：従五位上
- 宝暦8年（1758年）：正五位下
- 宝暦11年（1761年）：正四位下、式部権大輔、少納言
- 明和元年（1764年）：文章博士、大内記、従四位上
- 明和4年（1767年）：正四位下
- 明和5年（1768年）：東宮学士
- 明和7年（1770年）：従三位
- 安永2年（1772年）：正三位、式部大輔
- 安永6年（1776年）：踏歌外弁
- 天明2年（1782年）：右大弁

## 系譜
- 父：五条為成
- 母：高辻総長の娘
- 子：五条為徳
- 子：清岡長親